# Jarrad Drizners
Jarrad Drizners (* 31. května 1999) je australský profesionální silniční cyklista jezdící za UCI ProTeam Lotto–Dstny.

## Kariéra
V lednu 2020 se Drizners stal národním šampionem Austrálie v silničním závodu do 23 let. Díky tomu byl zařazen do výběru australského národního týmu pro Tour Down Under 2020. V úvodní etapě tohoto závodu se dostal do úniku a na prémiích posbíral dostatek bodů k tomu, aby se po etapě mohl stát lídrem vrchařské soutěže.
Na konci září 2021 bylo oznámeno, že Drizners podepsal dvouletou smlouvu s UCI WorldTeamem Lotto–Soudal od sezóny 2022. Tým uvedl, že se Drizners stane členem klasikářského týmu a rozjížděcího vlaku Caleba Ewana.

## Hlavní výsledky
2016
Mistrovství Oceánie
4. místo časovka juniorů
2019
Národní šampionát
5. místo silniční závod do 23 let
2020
Národní šampionát
 vítěz silničního závodu do 23 let
5. místo časovka do 23 let
2021
Flanders Tomorrow Tour
4. místo celkově
2022
Tour de Pologne
 vítěz vrchařské soutěže

### Výsledky na Grand Tours
| Grand Tour      | 2022 | 2023 | 2024 |
| --------------- | ---- | ---- | ---- |
| Giro d'Italia   | —    | —    | —    |
| Tour de France  | —    | —    | 139  |
| Vuelta a España | DNF  | 145  |      |

| —   | Nezúčastnil se |
| DNF | Nedokončil     |